# VOEZ
『VOEZ』（ヴォイズ）は、台湾のゲームソフト開発会社Rayarkが開発した音楽ゲーム。iOS、Android、Nintendo Switch向けに配信されており、2018年1月25日にはパッケージ版のNintendo Switch用ソフトも発売された。

## 概要
Rayarkが手掛ける音楽ゲームシリーズとしては、『Cytus』『DEEMO』に続く3作目となる。『Cytus』はSF、『DEEMO』はファンタジーの世界が舞台だったが、本作は台湾の宜蘭県をモチーフにした架空の町「蘭空町」を舞台とし、高校生たちによる日常の物語が展開される。
本作のゲームシステムは、一般的な音楽ゲームのように画面上に配置されたレーン（軌道）の上部から下部へ流れるノーツ（図形）をタイミングよくタッチするという形式だが、曲の最中にレーンが曲調に合わせて移動、増減、消滅・出現、変色するといった視覚的な演出が行われることを特徴としている。
本作の使用楽曲は、日本や台湾をはじめとする様々な国と地域のクリエイターにより制作されている。また、『Cytus』『DEEMO』など他のゲームソフトの楽曲も含まれている。
Nintendo Switch用ソフトのパッケージ版には、登場キャラクターたちが描かれたICカード用ステッカー3枚が同梱されている。

## システム
ログイン
iOS・Android版を始める際にはログインをする必要がある。ログインの種類は、プレイヤーが利用するEメール・Facebook・Twitterの情報のいずれかを登録する通常のものと、登録不要のゲストログインがある。このゲストログイン時には、無料配信の楽曲をプレイできるものの記録は残らず、楽曲の購入もできない。
プレイできる楽曲
iOS・Android版
大きく分けて、無料で配信されている曲とゲーム内通貨の「KEY」を用いて購入する曲の2種類がある。KEYは課金により入手できるほか、ゲーム内で特定の条件を満たした際にも手に入る。なお、ゲーム内で用いられるプレイヤーのアイコンの種類を追加する際にもKEYが必要となる。
無料曲は、常時無料配信している本作の主題歌『Colorful Voice』（作曲・歌：Night Keepers）と一定期間ごとに入れ替わる数曲がある。定期的に行われるイベント開催時には更に多くの曲が無料の対象となる。また、ゲーム内の広告を閲覧することで1曲を時限的に無料でプレイできる仕組みもある。
なお、以前に配信されていた、台湾映画『52Hzのラヴソング』とのコラボレーション楽曲4曲『Big world, small world. / 52Hz, I love you』『52Hz, I love you. / 52Hz, I love you』『The debt of love. / 52Hz, I love you』『Cupid needs love. / 52Hz, I love you』は、2017年6月27日をもって配信が終了した。
Nintendo Switch版
Nintendo Switch版では、初回起動時に行われるチュートリアルの終了後に、収録されている全楽曲を課金すること無くプレイできる。また、アップデートで追加される楽曲も無料で配信される。
プレイ可能な楽曲はiOS・Android版とほぼ同じだが、以下に記述する楽曲はNintendo Switch版の限定曲となっている。
- 『Ascension to Heaven』 - xiが制作した楽曲。
- 『Blue Heat Haze』 - フライハイワークス発売のゲームソフト『魔神少女 -Chronicle 2D ACT-』の主題歌（原題：「碧い陽炎」、作曲：来兎、歌：手登根優貴）。Ver.1.1より追加。
- 『Promise from another world』 - フライハイワークス発売のゲームソフト『魔神少女 エピソード2 -願いへの代価-』の主題歌（原題：「異世界の約束」、作曲：来兎、歌：手登根優貴）。Ver.1.3より追加。
- 『25 Color Twilight』 - ジャレコ発売のゲームソフト『シティコネクション』で用いられた楽曲のバンドアレンジ版（歌：SAYALA）。Ver.1.3より追加。
- 『Return of the Prodigy』 - 来兎が制作したオリジナル楽曲（原題：「科学者の帰還」、歌：聖奈）。Ver.1.4より追加。
- 『Main theme of Shovel Knight』 - ヨットクラブゲームズ開発のゲームソフト『ショベルナイト』の楽曲。Ver.1.7.1より追加。2020年4月2日にフライハイワークスが同作品のパッケージ版を発売したことに合わせ同日に配信。

楽曲プレイ時のシステム
プレイ前に難易度を「EASY」「HARD」「SPECIAL」から選択する。同じ楽曲でも難易度によって譜面の内容が異なる。
プレイ中には菱形を用いた以下の4種類のノーツが画面の上から下へ流れてくる。これらが画面下の判定線に重なるタイミングに合わせて該当する操作を行う。操作方法は、画面へのタッチのほか、Nintendo Switch版（Ver.1.3.1以降）ではコントローラにも対応している。
- Tap（タップ） - 黒い太線で縁取られたノーツ。判定線と重なるタイミングでタップ（またはボタン押下）する。
- Hold（ホールド） - 縦長の黒枠の上端と下端に菱形が収まっているノーツ。判定線と重なっている間に押し続ける。
- Slide（スライド） - 白抜きのノーツ。判定線と重なるまでにタップ（またはボタン押下）する。Tapとは違いタイミングが早くても問題なく、Holdのように押し続けてもよい。
- Swipe（スワイプ） - 左右いずれかに水色の縁取りがついた黒色のノーツ。判定線と重なるタイミングで水色側の方向にスワイプ（またはスティック操作、ボタン押下）する。

操作のタイミングが良いほど高得点が加算される（「Max Perfect」「Perfect」「Ok」の評価順）。更にコンボ状態が続くことでスコアが上乗せされていくが、タイミングを大きく外すと「Miss」となりコンボが途切れる。
プレイ終了後、スコアの高さに応じてS、A、B、Cのランクが表示される。ただし、コンボが全てつながる「Full Combo」やコンボが全て「Max Perfect」「Perfect」でつながる「All Perfect」を達成した場合はスコアに関係なくSランクになる。
日記
登場人物たちの日常のやり取りを表現したイラストや文章を閲覧できるモード。ゲーム内で特定の条件を満たすごとに内容が順次解禁される。モード名は「日記」だが、日記のほか、メモ書き、テキストチャット、Twitterの形式を用いた文章もある。Rayarkの公式サイトでは内容を補完する物語が掲載されている。
なお、当初この日記モードは現実世界の日付とリンクする形で内容が定期的に追加されており、ソフト配信前の説明では2年の歳月を経て作中の高校生たちが大学生になるとしていたが、最初の配信から約9か月後の2017年2月10日の追加分を最後に更新が停止している。

## 主な登場人物

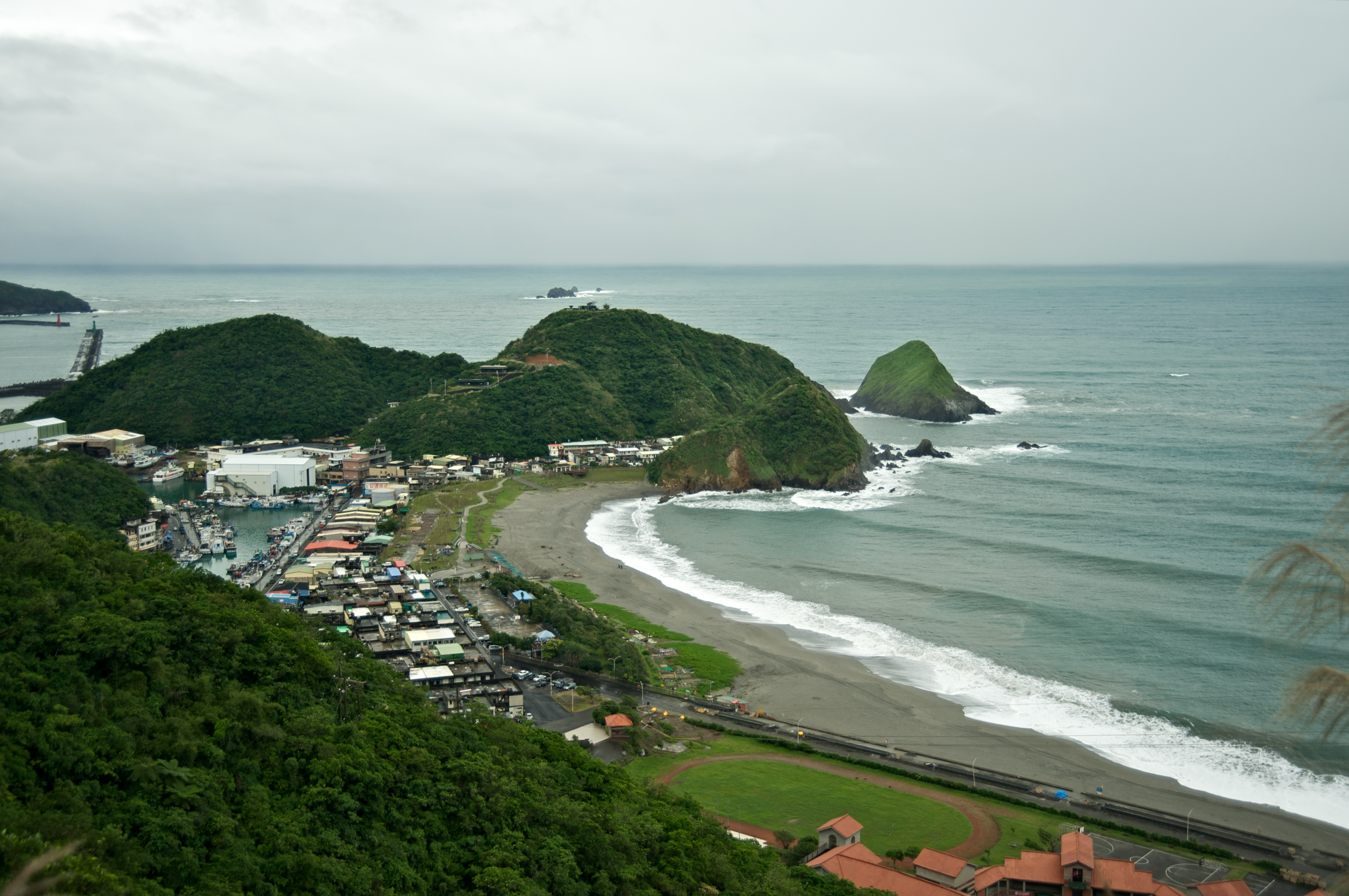
蘭空町のモチーフの一つとなった宜蘭県蘇澳鎮の豆腐岬。作中のオープニング映像では、海岸線が左側にあるなど左右反転した状態で描かれている。

物語の中心となる男女6人は、蘭空町にある高校「蘭空高校」に在籍している。狼（ロウ）以外は全員が同級生で、学校の内外を問わず親しく交流している。様々な思いや経験を経た末に、仲間たちはバンドを結成することになる。
以下の（ ）内には、日本語の読みのほか、英語版と中国語版の名前を記載している。
雀（ジャク、英: Chelsea、中: 雀）
実家の老舗洋菓子店「和昇洋菓子屋」の看板娘として放課後や休日に手製のパンやケーキを販売し、一方で、新たなスイーツの考案にも熱心に取り組んでいる。高校の学園祭では物怖じしながらもステージ上で歌を披露し観客を魅了する。
クラス委員長を務めるなど責任感が強いが、時にそれが災いしトラブルにつながることもある。
佐々木 優子（ササキ ユウコ、英: Sasaki Yuko、中: 佐佐木 優子）
台湾人と日本人の両親を持つハーフで、その整ったルックスを生かし中学時代からアイドルやモデルとして芸能活動を行っている。高校時代に蘭空町に移り住み、学校では雀と同じクラスの副委員長としてリーダーシップを発揮する。
多少の口の悪さはあるものの、周囲からは男女を問わず好かれている。
狼（ロウ、英: Lance、中: 狼）
姉の雀と同様に菓子作りの才能があり学業も優秀だが、大人たちからの過剰な期待に反発してゲームセンターに入り浸り、ドラムゲームに打ち込む。後にそのドラムの腕前に目をつけた姉の女友達のシャンシャンからスカウトされ、バンドに加入することになる。
優子に対してほのかな恋心を抱いている。
海（カイ、英: Ocean、中: 阿海）
自動車整備業を営む家に生まれ、放課後には工場で父親の仕事を手伝っている。中学時代に出会ったジェシーと共にギターの練習を重ね、高校時代にはデュオバンドを結成、更にはバンドに他のパートを加えるべく仲間たちに働きかけを行う。
和昇洋菓子屋で販売されている肉松パン（ロウソンパン、表面に肉田麩を乗せたパン）が大好物。
ジェシー（英: Jessy、中: 傑西）
アメリカ生まれで、小学生の時に両親と共に蘭空町へ移住する。海とのデュオバンド結成後は駅前広場で路上ライブを行い、いつか自分の曲が全国放送のラジオ音楽番組「Muzec」でランクインすることを夢見ている。
普段はクールに振る舞っているが、和昇洋菓子屋のモンブランを目の前にすると表情を緩ませる。また、何故か猫によく懐かれている。
シャンシャン（英: Qian Qian、中: 芊芊）
親戚が経営する蘭空町唯一の楽器店「海風楽器店」でアルバイトをしており、常連客である海たちには店に併設された音楽スタジオの手配もしている。バンド結成時には、幼少期から学んできたピアノ演奏の経験を生かし、キーボードを担当する。
心優しく面倒見が良いため幼児たちから好かれている。一方で、内気な性格からジェシーに対する好意を伝えられずにいる。

## サウンドトラック
本作の主題歌「Colorful Voice」を含む10曲を収録した『VOEZ （Original Game Soundtrack）』と様々なクリエイターたちが制作した楽曲を25曲ずつ収録した『VOEZ （Original Soundtrack） Vol.1』『VOEZ （Original Soundtrack） Vol.2』がiTunes StoreとGoogle Playでダウンロード販売されている。また、『VOEZ （Original Game Soundtrack）』の楽曲を収録したCD『VOEZ CONCEPT SOUNDTRACK 「Colorful Voice」』の日本版と台湾版が2017年3月15日に発売された。